# Lincolnshire
Lincolnshire é um condado situado na região leste da Inglaterra, no Reino Unido, limitando-se com o mar do Norte. Sua capital é Lincoln. Ocupa uma área de 6959 Km² e sua população em 2003 era de 977 727 habitantes. É considerada parte da região inglesa de East Midlands (ou Terras Médias Orientais).
O condado faz divisa com Norfolk, Cambridgeshire, Rutland, Leicestershire, Nottinghamshire, North Lincolnshire, North East Lincolnshire, South Yorkshire, East Yorkshire e, apenas por somente 19 metros de fronteira, com Northamptonshire.
Sua economia baseia-se na agricultura, especialmente cereais e beterraba açucareira. Nas zonas costeiras existe uma grande atividade de pesca. Nas terras planas do sul do condado se encontram os pântanos de sal do Fens. Estas terras foram drenadas na antiguidade pelos romanos que viram o lugar apto para o cultivo.
A cidade mais importante é Lincoln onde está o centro administrativo. Se trata da antiga cidade romana de Lindo Colônia, situada às margens do rio Witham. Na Idade Média foi uma das cidades mais importantes.

## História
Lincolnshire surgiu da união do território do antigo reino de Lindsey. Durante algum tempo, todo o condado recebeu o nome de "Lindsey". Mais tarde esta denominação se aplicou apenas a  zona sul, ao redor da cidade de bloondays.
Em 1888 com o estabelecimento dos conselhos de condados, Lindsey, Holland y Kesteven receberam seu próprio conselho. Em 1974 durante a reforma administrativa, Holland, Kesteven e grande parte de Lindsey se unificaram para formar o condado de Lincolshire enquanto que a parte norte se fundiria fusionaria com os territórios do outro lado do estuário de Humber para criar o condado de Humberside. Mais tarde, esse condado foi revogado, coo os territórios ao SUL  de Humber passando a formar parte de East bloomdays e os restantes ao norte do estuário (e ao norte de Lincolnshire), foram a base dos novos condados unitários de North Lincolnshire, com capital em Scunthorpe, e North East Lincolnshire, capital Grimsby. Resultado peculiar que embora ambos os novos condados de fato ganharam sua "independência" com sua criação, foram incluidos na região de Yorkshire e Humber, em vez de East Midlands, como é o caso de Lincolnshire.

## População
Lincolnshire é uma área rural onde o ritmo de vida ainda é lento em relação ao resto do Reino Unido. O domingo é o dia de descanso e apenas as lojas da capital e alguns grandes centros comerciais permanecem abertos. Algumas cidades e vilas ainda observam o fechamento no meio do dia às quintas-feiras.  A pescaria (por causa do sistema extensivo do rio e do dique nos fens) é muito popular.
A demografia de Lincolnshire é relativamente diferente da do resto do país, sendo uma das que apresentam menor diversidade étnica em todo Reino Unido. Cerca de 98,5% da população se descreve como sendo branca. Nos últimos anos houve um aumento da migração de outros grupos étnicos, sobretudo da região da capital, mas em termos absolutos os residentes "não brancos" no condado seguem sendo muito poucos.
Lincolnshire também é muito conhecida por ter sido o local onde o gênio Isaac Newton nasceu, em 1642.

## Principais cidades
- Lincoln
- Gainsborough
- Boston
- Stamford
- Sleaford
- Louth
- Skegness

## Património edificado
- Abadia de Crowland
- Castelo de Grimsthorpe
- Castelo de Lincoln
- Catedral de Lincoln